# Restio arcuatus
Restio arcuatus är en gräsväxtart som beskrevs av Maxwell Tylden Masters. Restio arcuatus ingår i släktet Restio och familjen Restionaceae. Inga underarter finns listade i Catalogue of Life.